# АЛ-31Ф
АЛ-31Ф — базовый двигатель серии авиационных высокотемпературных турбореактивных двухконтурных двигателей с форсажными камерами.
Разработан под руководством А. М. Люльки в НПО «Сатурн». АЛ — первые буквы имени и фамилии: Архип Люлька, модель — 31, Ф — форсажная камера.

## История
Проектирование двигателя началось в 1973 году, первые испытания прошли в 1977 году, государственные испытания завершились в 1985 году. С 1981 года двигатели АЛ-31 производятся на УМПО (г. Уфа) и «ММПП Салют» (г. Москва).
После смерти А. М. Люльки в 1984 году работы по двигателю и его модификациям возглавил генеральный конструктор В. М. Чепкин. В настоящее время ОКБ им. Люльки (г. Москва) является частью УМПО.
Ориентировочная стоимость одного двигателя АЛ-31Ф (по состоянию на 2008 год) составляет 96,4 млн рублей.
С 2013 года двигатель собирается в рамках дивизиона ОДК «двигатели боевой авиации», за горячую часть отвечает НПЦ газотурбостроения «Салют», за холодную часть и сборку УМПО — ОМО.

## Особенности конструкции
АЛ-31Ф — базовый двухконтурный двухвальный турбореактивный двигатель со смешением потоков внутреннего и наружного контуров за турбиной, общей для обоих контуров форсажной камерой и регулируемым сверхзвуковым всережимным реактивным соплом. Двигатель — модульный.
Состоит из компрессора низкого давления осевого 4-ступенчатого, с регулируемым входным направляющим аппаратом (ВНА), компрессора высокого давления осевого 9-ступенчатого, с регулируемым ВНА и направляющими аппаратами первых двух ступеней, турбины высокого и низкого давления — осевые одноступенчатые; лопатки турбин и сопловых аппаратов охлаждаемые (плёночное охлаждение). Основная камера сгорания — кольцевая.
В конструкции двигателя широко применяются титановые сплавы (до 35 % массы) и жаропрочные стали. Лопатки турбин имеют полости в виде лабиринтов, для охлаждения газы подаются из диска в лопатку и проходят через отверстия по кромкам (плёночное воздушное охлаждение), для крепления лопатки к диску используется хвостовик ёлочного типа. Вал каждого ротора опирается на 2 роликовых и 1 шариковый подшипник. После турбины установлен 11-лепестковый смеситель. Для обеспечения стабильной работы ФК установлен затурбинный кок, плавно переводящий поток из кольцевого в круглое сечение, с антивибрационными отверстиями, а также в форсажной камере установлены антивибрационные продольные экраны.
Двигатель имеет электрическую систему зажигания. Пусковая система может запускать двигатель как на земле, так и в полёте. Для запуска двигателя на земле используется пусковое устройство, расположенное в выносной коробке двигателя. На обычных режимах работы двигателя для экономии топлива охлаждение турбин частично отключается.
Применение регулируемых ВНА КНД и КВД даёт более высокую устойчивость к помпажу, на практике это означало, что двигатели сохранят работоспособность при попадании самолёта в штопор и при пуске ракет. Двигатель в полёте может использоваться на всех режимах без ограничений. Время приёмистости из режима малого газа до режима «максимал» на малой высоте 3—5 секунд, на средней — 5 с, на большой высоте — 8 с. Номинальная частота вращения ротора высокого давления — 13 300 об./мин.

## Модификации

### АЛ-31Ф
Базовый вариант двигателя используется на истребителях Су-27 и его модификациях. Первоначально назначенный ресурс серийных АЛ-31Ф составлял всего 100 часов, при требовании ВВС СССР в 300 часов, но затем со временем он был доведён до 1500 часов. Межремонтный ресурс на максимальных режимах работы составлял от 5 до 15 часов. Максимальное количество циклов запуска (TAC) — 300. Двигатели АЛ-31 производят предприятия УМПО и НПЦ газотурбостроения «Салют».

#### Характеристики
- Длина: 4945 мм
- Диаметр входа: 905 мм
- Масса: 1520 кг
- Стендовая тяга на форсаже: 12 500 кгс
- Тяга на режиме максимал: 7770 кгс
- Температура газов перед турбиной: 1665 К
- Степень повышения давления: 23:1
- Степень двухконтурности: 0,56
- Расход воздуха: 112 кг/с
- Удельный расход топлива:
  - крейсерский режим: 0,67 кг·кгс/час
  - в режиме максимал: 0,75 кг·кгс/час
  - на режиме полный форсаж: 1,92 кг·кгс/час

На базе АЛ-31Ф разработано большое количество модификаций.

### АЛ-31ФП

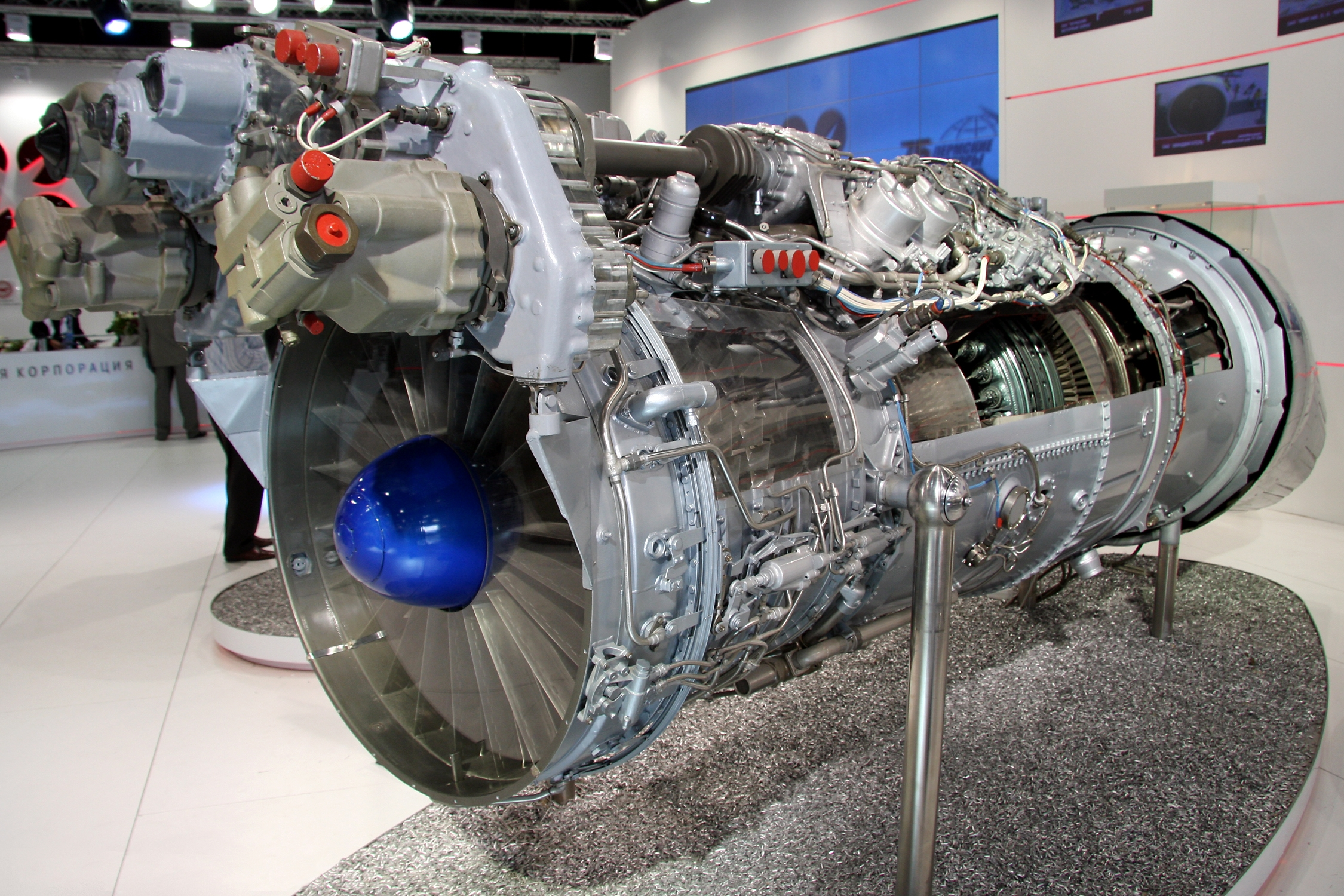
АЛ-31ФП

Основное отличие от базового двигателя АЛ-31Ф — управляемый вектор тяги, значительно повышающий манёвренные характеристики самолёта. Изменение вектора возможно на угол до ±15° в вертикальной плоскости. Два двигателя устанавливаются с поворотом каждого наружу вокруг продольной оси для всеракурсного изменения суммарного вектора тяги. ФП — означает форсажный поворотный. Двигатель разработан в НПО Сатурн, производится на УМПО.
Двигатели АЛ-31ФП устанавливаются на истребители Су-30СМ, Су-30МКИ.
- Длина 4942 мм
- Входной диаметр 905 мм
- Наружный диаметр 1277 мм
- Масса 1520 кг

### Р-32
Форсированный двигатель АЛ-31Ф для рекордного самолёта П-42, созданного на базе Су-27. Форсажная тяга двигателя была повышена до 13600 кгс.

### АЛ-31Ф3
Вариант двигателя АЛ-31Ф для палубного истребителя Су-33. В отличие от базового АЛ-31Ф имеет дополнительный особый режим (ОР) с тягой 12800 кгс, кратковременно используемый при взлёте самолёта с палубы с полной боевой нагрузкой или при экстренном уходе на второй круг.

### АЛ-31ФН
Модификация АЛ-31Ф с нижним расположением коробки агрегатов для китайского истребителя Chengdu J-10. Имеет повышенную на 200 кгс силу тяги по сравнению с базовым вариантом. Разработан в ММПП Салют. КНР закупила в общей сложности 399 единиц АЛ-31ФН на сумму 500 млн долларов в 2013.
Контракт на проведение НИОКР между Китаем и Россией был подписан в 1992 году, финансирование так же осуществлялось со стороны Китая. В 1994 году двигатель был окончательно спроектирован.
Первоначально двигатель разрабатывался совместно НПО Сатурн с ММПП Салют, но после 1998 года ММПП Салют разработал документацию и наладил серийное производство АЛ-31ФН самостоятельно. В 1999 году при Министерстве юстиции было создано Федеральное агентство по защите результатов интеллектуальной деятельности (ФАПРИД). Стремясь делегитимизировать права разработчика, генеральный директор ММПП Салют Юрий Елисеев сумел подписать с ФАПРИД лицензионный договор (№ 1-01-99-00031), который стал самым первым договором такого рода, заключённым вновь созданным агентством. Ссылаясь на него, Салют рассматривает лицензионный договор 1998 году с Сатурном как ничтожный[уточнить].

### АЛ-31Ф М1
Модернизированный двигатель АЛ-31Ф ММПП Салют с четырёхступенчатым компрессором низкого давления КНД-924-4 с увеличенным с 905 до 924 мм диаметром, обеспечивающим на 6 % больший расход воздуха, а также более совершенной цифровой системой автоматического управления (степень сжатия 3,6). Температура газов перед турбиной у этого двигателя повышена на 25°С. Двигатель двухконтурный, первый контур проходит через «рубашку» для охлаждения, затем смешивается за турбиной с горячим вторым контуром двухвальный.
Первый полёт 25 января 2002 года, серийно производится с 2006 года для истребителей семейства Су-27, устанавливается без доработок в любые истребители, в том числе ранних годов выпуска, также на Су-27СМ/СМ2. Принят на вооружение ВВС РФ в 2007 году. Имеет повышенную силу тяги (13 300 кгс на режиме форсаж), межремонтный ресурс 1000 часов, назначенный ресурс 2000 часов при сохранении габаритных размеров и веса. Удельный расход топлива был снижен. Имеет модификацию с управляемым вектором тяги, с ресурсом 800 часов.
- Длина 4,945 м
- Максимальный внешний диаметр 1,14 м
- Масса 1520 кг

### АЛ-31Ф М2
Двигатель АЛ-31ФМ2 — турбореактивный двухконтурный двигатель на базе АЛ-31Ф. Лопатки турбины с перфорацией по кромкам, изготавливаются литьём, температура перед входом в турбину увеличена на 100°С в сравнении с АЛ-31Ф. Тяга двигателя на особом режиме 14 500 кгс, на режиме полный форсаж 14 100 кгс. Назначенный ресурс модернизированного двигателя превышает 3 000 часов. Двигатель имеет минимальные отличия от серий 3, 20 и 23. Повышены тяговые характеристики при снижении удельных расходов топлива, в том числе и на бесфорсажных режимах. Не требует доработки борта самолёта при постановке на самолёты типа Су-27, Су-30, Су-34, в отличие от двигателей других серий. В 2012 двигатель впервые показан на 2-м Международном форуме "Технологии в машиностроении-2012 (ТВМ-2012). СЛИ запланированы с 2013 года.

### АЛ-31Ф М3
3-й этап модернизации АЛ-31Ф ММПП Салют, дополнительно устанавливается новый трёхступенчатый КНД с широкохордными лопатками пространственного профилирования и увеличенной степенью повышения давления до 4.2 (КНД-924-3), что позволяет увеличить тягу до 15 300 кгс в режиме форсаж (получено на статических испытаниях). Лопатки и диск 3-х ступенчатого КНД представляют собой единое целое (блиск), вместо 9 ступеней КВД планируется уменьшить число до 6. С 2002 года двигатель находился на стендовых испытаниях.

### АЛ-41Ф1С(Изделие 117С)

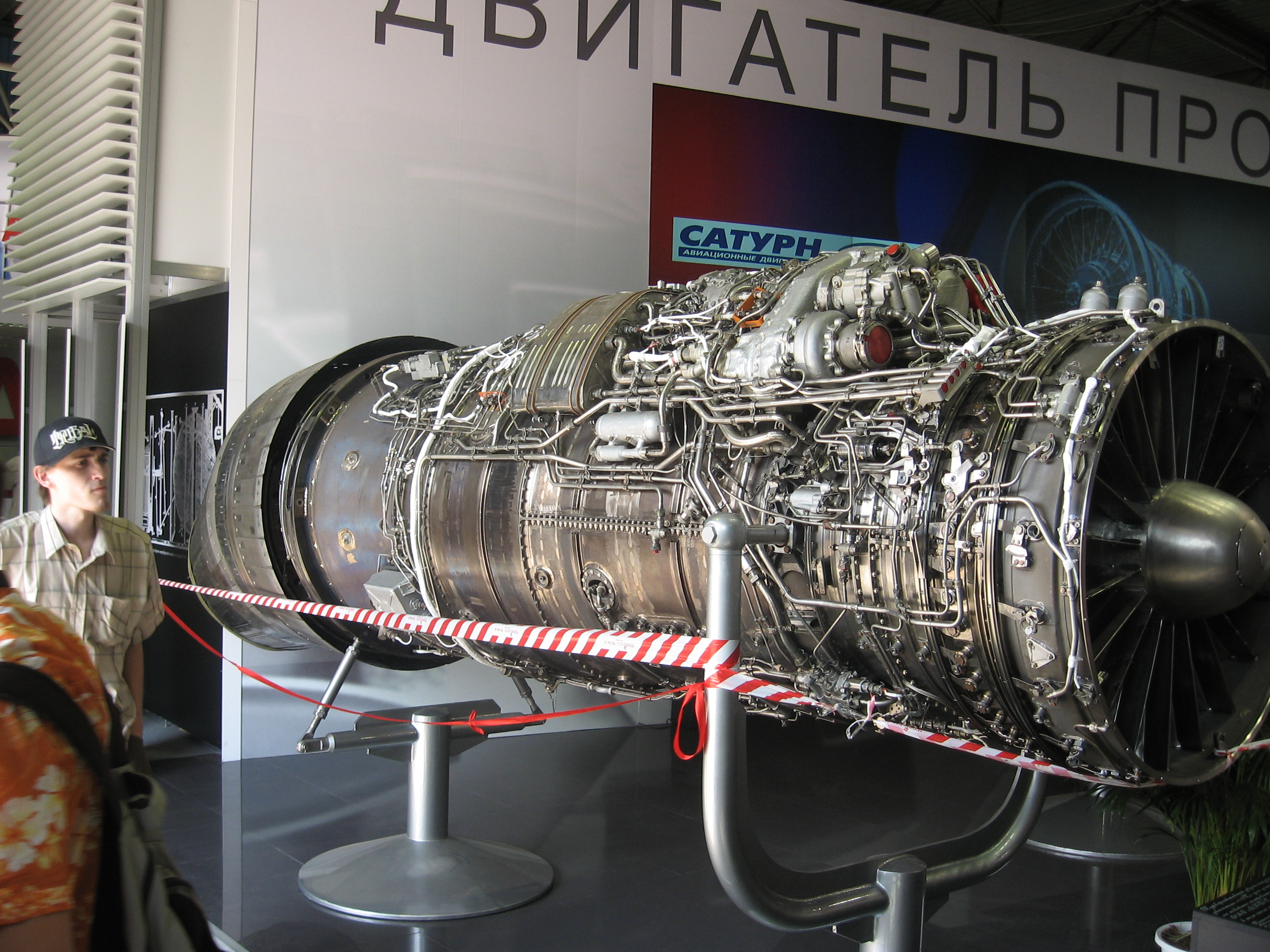
АЛ-41Ф1С (Изделие 117С) — модификация АЛ-41Ф1 для Су-35С

Двигатель «первого этапа» для истребителя поколения 4++ Су-35БМ, принятого на вооружение ВВС РФ (ныне ВКС) под обозначением Су-35С, с тягой 14 000 кгс на полном форсаже (14 500 - в чрезвычайном режиме). Создан на основе двигателей АЛ-31Ф, АЛ-31ФП и АЛ-41Ф. Несмотря на схожую с АЛ-31Ф схему, двигатель на 80 % состоит из новых деталей. От предшественников его отличает повышенная тяга на режиме форсаж (14 000 кгс против 12500 у АЛ-31Ф), полностью цифровая система управления, плазменная система зажигания, новый компрессор большего диаметра, значительно повышенный ресурс (4000 часов против 1000 у АЛ-31Ф) и улучшенные расходные характеристики. Коробка агрегатов расположена сверху двигателя. Стоимость разработки составила 3 млрд руб.
Прирост тяги получен за счёт увеличения диаметра компрессора с 905 до 932 мм. Длина двигателя увеличена до 4990 мм. Тяга на чрезвычайном режиме — 14 500, на максимале — 8800 кгс.
НПО Сатурн в 2008 году провёл 200-часовые испытания, в том числе 16 часов — «горячие».

### АЛ-31СТ
«Наземная» стационарная модификация АЛ-31Ф мощностью 16 МВт для применения в качестве привода газоперекачивающих станций.